# Georg Christian Wittstein

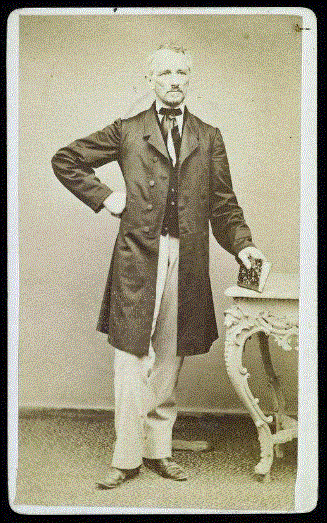
Georg Christian Wittstein, 1850 (Deutsche Digitale Bibliothek)

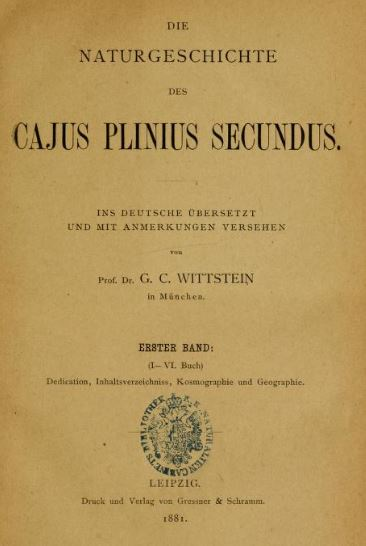
Wittsteins Übersetzung der Naturalis historia

Georg Christian Wittstein (auch Georg Christoph Wittstein; * 25. Januar 1810 in Hannoversch Münden; † 1. Juni 1887 in München) war ein deutscher Chemiker, Botaniker und Übersetzer.

## Leben
Georg Christian Wittstein absolvierte von 1824 bis 1829 eine Apothekerlehre in Minden. Er studierte dann Naturwissenschaften in München, wurde dort promoviert und arbeitete von 1836 bis 1850 als Präparator am dortigen pharmazeutischen Institut. Anschließend unterrichtete er Chemie, Technologie und Naturgeschichte an der Landwirtschafts- und Gewerbeschule in Ansbach. Im Jahre 1853 ging er zurück nach München und errichtete dort ein chemisches Laboratorium, das er 26 Jahre lang leitete. Georg Christian Wittstein ist der ältere Bruder von Theodor Wittstein.
Der Geograph und Botaniker Ferdinand von Mueller, der auch Wittsteins Lehrbuch „Anleitung zur chemischen Analyse von Pflanzen und Pflanzentheilen auf ihre organischen Bestandtheile“ in Englische übersetzt hatte, benannte die Alseuosmiaceae-Gattung Wittsteinia nach Georg Christian Wittstein.

## Schriften (Auswahl)
- Vollständiges etymologisch-chemisches Handwörterbuch, mit Berücksichtigung der Geschichte und Literatur der Chemie. Zugleich als synoptische Encyclopädie der gesammten Chemie (2 Bände und 3 Ergänzungshefte), München, Joh. Palm's Hofbuchhandlung, 1847 (Bd. 1/2),1849/1853/1858 (Ergänzungshefte)
- Anleitung zur Darstellung und Prüfung chemischer und pharmaceutischer Präparate, München, Joh. Palm's Hofbuchhandlung, 1851 hier online verfügbar
- Etymologisch-botanisches Handwörterbuch, Erlangen 1856 hier online verfügbar
- Anleitung zur chemischen Analyse von Pflanzen und Pflanzentheilen auf ihre organischen Bestandtheile, Nördlingen, Verlag der C. H. Beck’schen Buchhandlung, 1868 hier online verfügbar, in Englische übersetzt von Ferdinand von Mueller
- Handwörterbuch der Pharmakognosie des Pflanzenreichs, Breslau, E. Trewendt, 1882  hier online verfügbar
- Die Naturgeschichte des Cajus Plinius Secundus: ins Deutsche übersetzt und mit Anmerkungen versehen. 6 Bände. Gressner & Schramm, Leipzig 1881–1882 hier online verfügbar.